# Luhove, Dubrovîțea
Luhove (în ucraineană Лугове) este un sat în comuna Mîleaci din raionul Dubrovîțea, regiunea Rivne, Ucraina.

## Demografie
Componența lingvistică a localității Luhove
     Ucraineană (99,66%)
     Alte limbi (0,34%)
Conform recensământului din 2001, majoritatea populației localității Luhove era vorbitoare de ucraineană (99,66%), existând în minoritate și vorbitori de alte limbi.